# Munna roemeri
Munna roemeri är en kräftdjursart som beskrevs av Gurjanova 1930. Munna roemeri ingår i släktet Munna och familjen Munnidae. Inga underarter finns listade i Catalogue of Life.